# جون كونور
جون كونور (8 يونيو 1953 بغلاسكو في المملكة المتحدة - ) هو لاعب كرة قدم كندي في مركز الوسط، شارك في الألعاب الأولمبية الصيفية 1976. وشارك مع منتخب كندا لكرة القدم.

## وصلات خارجية
- جون كونور على موقع الاتحاد الدولي (مؤرشف)  (الإنجليزية)
- جون كونور على موقع ناشيونال فوتبول تيمز (الإنجليزية)
- جون كونور على موقع أوليمبيديا (الإنجليزية)